# Fort IV Twierdzy Warszawa

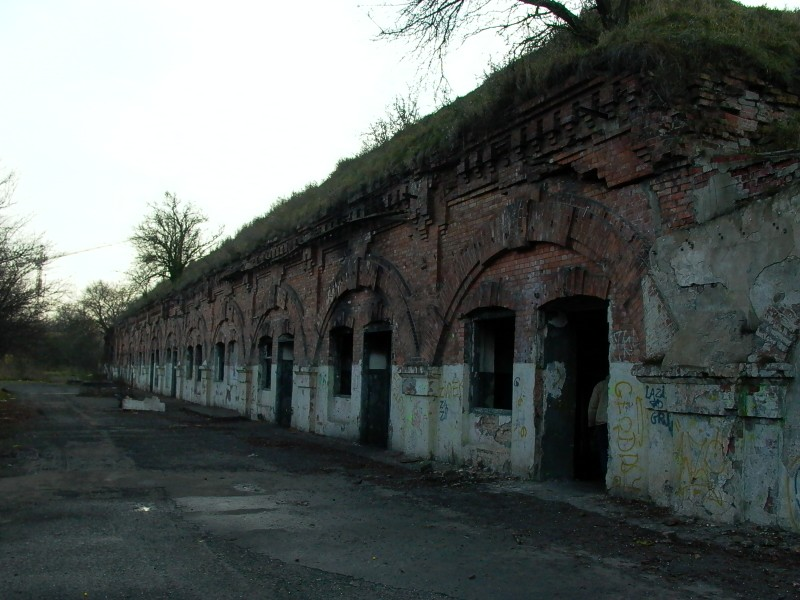
Fort IV: istniejący fragment koszar

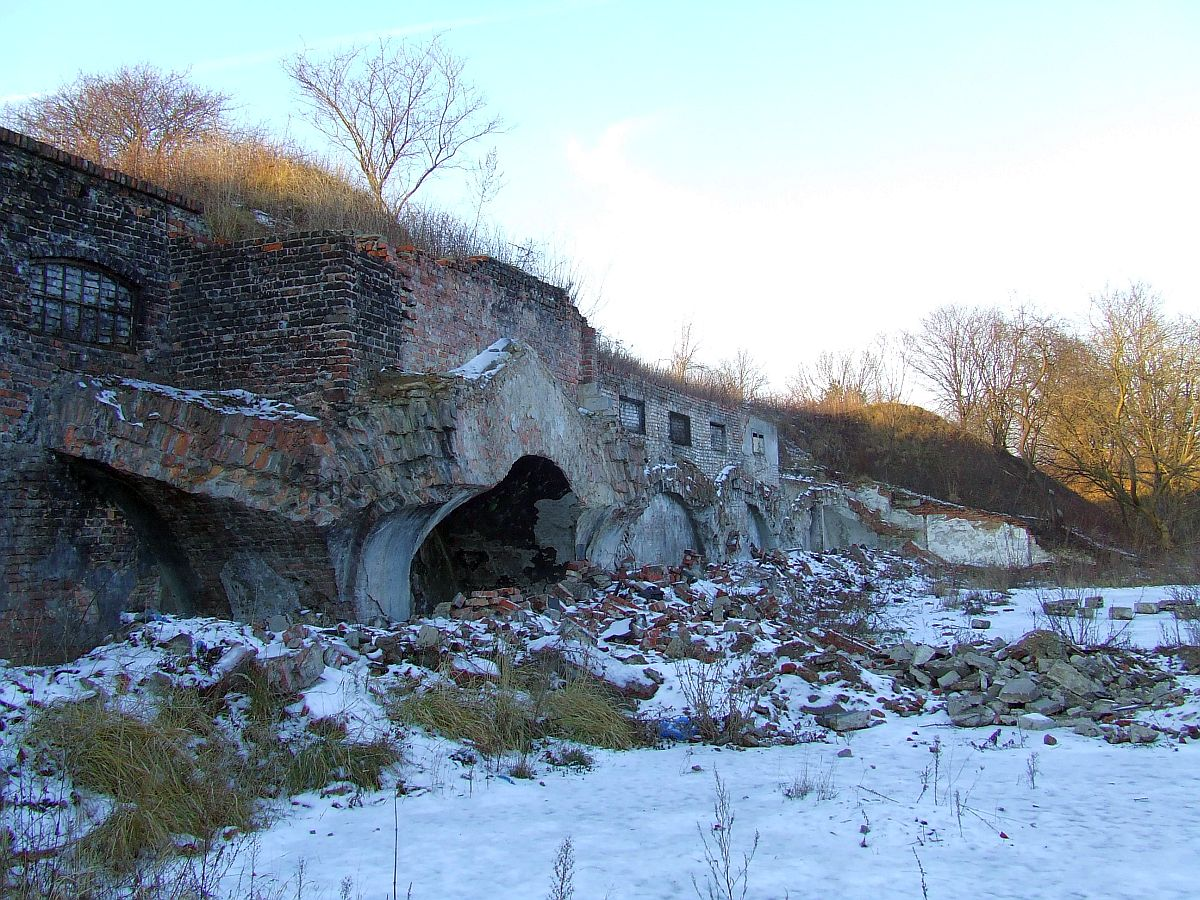
Zniszczony fragment koszar

Fort IV („Chrzanów”) – jeden z fortów pierścienia zewnętrznego Twierdzy Warszawa, wybudowany w latach osiemdziesiątych XIX wieku. Poprzednim w kolejności jest fort III „Blizne”, zaś następnym fort V „Włochy”.

## Historia
Zadaniem czwartego z kolei fortu twierdzy, zbudowanego w latach 1883–1890, była obrona szosy prowadzącej w kierunku Poznania oraz linii kolejowej. Fort stanowi typowe dzieło pięcioboczne z dwoma czołami, stykającymi się pod kątem bliskim 180°. Umocnienie o jednym wale otacza sucha fosa. Fort posiadał ceglane koszary i do obrony fosy – czołową kaponierę i dwie barkowe półkaponiery. W szyi fortu wzniesiono dużą kaponierę przeznaczoną do ostrzału międzypól, osłoniętą ziemnym rawelinem. Fort ma około 400 metrów szerokości i 200 głębokości, nie licząc kaponiery szyjowej.
Po roku 1909, w ramach likwidacji twierdzy, zniszczono część umocnień fortu. W 1939 roku trwały w oparciu o niego walki 360 pułku piechoty. Po wojnie mieściły się tutaj przetwórnia mięsna oraz magazyn techniczny PSS Społem (do roku 1994), a później obiekt przejęło wojsko. 
Obecnie fort jest opuszczony. Połowa budynku koszarowego została zburzona jeszcze przed 1939 rokiem i rozebrana została najprawdopodobniej w okresie II wojny światowej. Na terenie w szyi fortu powstało osiedle mieszkaniowe Fort Chrzanów przy ulicy Kopalnianej.
Wpisany do rejestru zabytków jako: Fort IV Chrzanów, ul. Kopalniana 3, 1883-90, 1909, decyzja nr 576/2006 z 29.03.2006, numer rejestru A-739